# Tiberio Calcagni
Tiberio Calcagni (Firenze, 1532 – Roma, 7 dicembre 1565) è stato uno scultore e architetto italiano.
Seguace di Michelangelo è ricordato soprattutto per aver portato a termine alcune opere del maestro, come la Cappella Sforza nella Basilica di Santa Maria Maggiore a Roma o la Pietà dell'Opera del Duomo di Firenze, dove restaurò alcune parti rotte da Michelangelo, terminando la figura di sinistra - la Maddalena, che si discosta completamente dal non finito delle parti lavorate dal Buonarroti. Al Calcagni si devono anche il modello ligneo per il progetto della basilica di San Giovanni Battista dei Fiorentini ed il restauro della chiesa di San Michele Arcangelo ai Corridori di Borgo. Sempre a Tiberio si deve la rifinitura del Bruto di Michelangelo.
Calcagni, oltre a realizzare progetti sotto la supervisione del maestro, veniva inviato come emissario per mostrare i frutti del loro lavoro teorico ai grandi committenti.